# Eretmapodites corbeti
Eretmapodites corbeti är en tvåvingeart som beskrevs av Hamon 1962. Eretmapodites corbeti ingår i släktet Eretmapodites och familjen stickmyggor.
Artens utbredningsområde är Uganda. Inga underarter finns listade i Catalogue of Life.